# Antonio Tejerina
Antonio Robustiano Tejerina (Concepción, Tucumán; 1936 - Concepción, 24 de febrero de 2009) fue un futbolista argentino que jugaba como mediocampista.

## Trayectoria

### Atlético Tucumán
Nacido en Concepción, Tejerina llegó a San Miguel de Tucumán para jugar en Atlético  Tucumán. Debutó con la camiseta de Atlético de muy joven, en 1952. En 1957 logra ganar el anual de la Liga Tucumana, luego de esperar 5 años desde su debut para conseguir dicho título, además este título sería el primero de una racha de 8 campeonatos anuales consecutivos para la institución. En los 2 años siguientes se consagraría campeón, lo que le permitiría disputar el Campeonato de Campeones de la República Argentina, en dónde se quedarían con el título, siendo este el primero a nivel nacional de Atlético Tucumán. Luego de este campeonato, muchas de las figuras del equipo Decano fueron transferidas a equipos de Buenos Aires, entre ellas Canseco y Tejerina partieron a Argentinos Juniors.

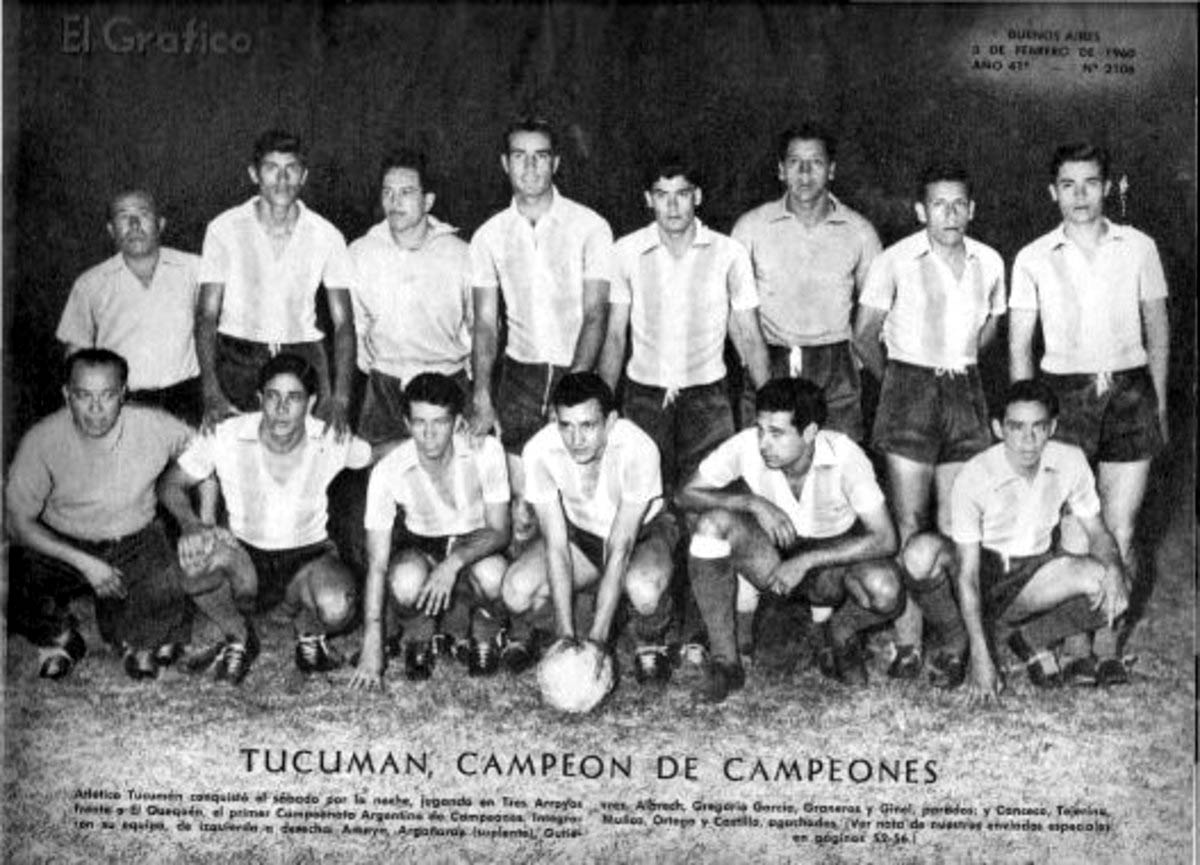
Atlético Tucumán campeón del Campeonato Argentino de Campeones.

Tejerina llegó a marcar 87 goles con la camiseta de Atlético, convirtiéndose en el séptimo goleador histórico del club.

### Argentinos Juniors
Después de su actuación en el Campeonato de Campeones de la República, Tejerina llega en 1960 a Argentinos Juniors, junto a su compañero de equipo Martín Canseco. En su primera temporada terminaría en tercer lugar del Campeonato Primera de 1960, empatando con River en el segundo lugar y por detrás de Independiente.

### Concepción FC
Luego de su paso por el fútbol porteño, Antonio, vuelve a su ciudad natal para jugar en Concepción, dónde le pondría a su carrera.

## Clubes
| Club             | País      |
| ---------------- | --------- |
| Atlético Tucumán | Argentina |
| Argentinos       | Argentina |
| Concepción       | Argentina |

## Palmarés
| Título                                  | Equipo           | País      | Año  |
| --------------------------------------- | ---------------- | --------- | ---- |
| Liga Tucumana                           | Atlético Tucumán | Argentina | 1957 |
| Liga Tucumana                           | Atlético Tucumán | Argentina | 1958 |
| Liga Tucumana                           | Atlético Tucumán | Argentina | 1959 |
| Campeonato de Campeones de la República | Atlético Tucumán | Argentina | 1960 |